# Ане (Нијевр)
Ане (фр. Annay) насеље је и општина у источном делу централне Француске у региону Бургоња, у департману Нијевр која припада префектури Кон Кур сир Лоар.
По подацима из 2011. године у општини је живело 324 становника, а густина насељености је износила 12,33 становника/km². Општина се простире на површини од 26,27 km². Налази се на средњој надморској висини од 130 метара (максималној 238 m, а минималној 142 m).

## Демографија
| 1962. | 1968. | 1975. | 1982. | 1990. | 1999. | 2011. |
| ----- | ----- | ----- | ----- | ----- | ----- | ----- |
| 325   | 381   | 355   | 315   | 279   | 272   | 324   |

График промене броја становника у току последњих година